# دومینگو بروتو
دومینگو بروتو (انگلیسی: Domingo Broto; ۲۸ ژوئیهٔ ۱۹۰۳ – ۱۶ مارس ۱۹۶۰) بازیکن سابق فوتبال بود.
وی همچنین در تیم ملی فوتبال کاتالونیا بازی کرده‌است.
وی در مسابقات کشوری و بین‌المللی در مجموع برندهٔ ۱ مدال طلا شده‌است.